# Liste de motos des années 1910

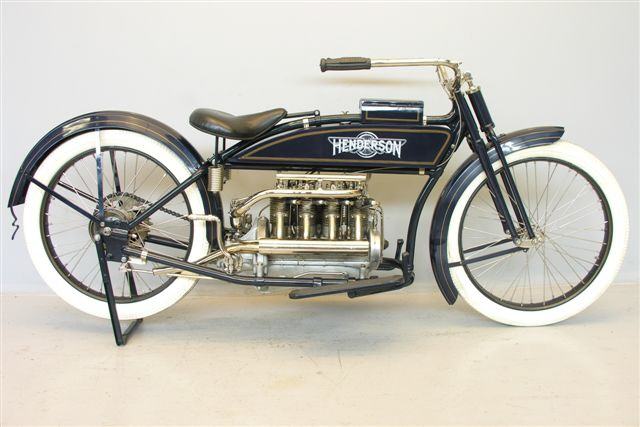
Henderson Modèle F de 1916.

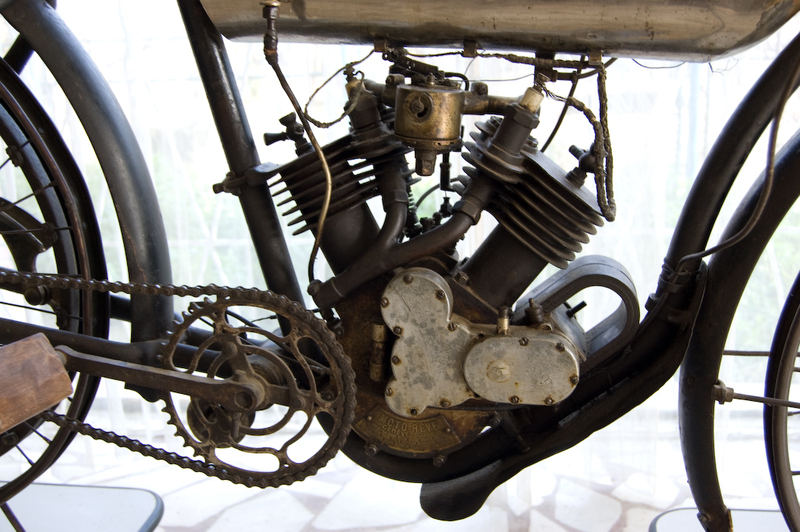
Husqvarna Moto-Reve 1910.

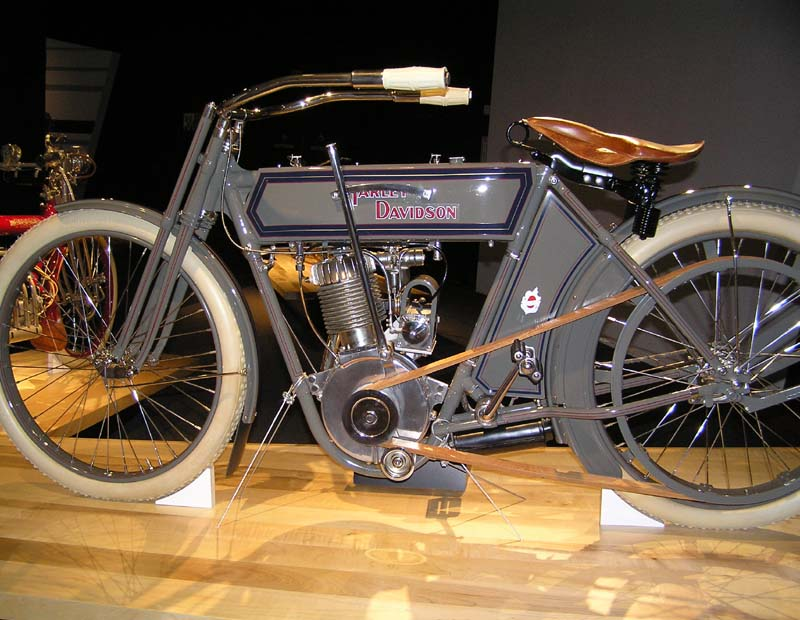
Harley-Davidson Modèle 7D 1911.

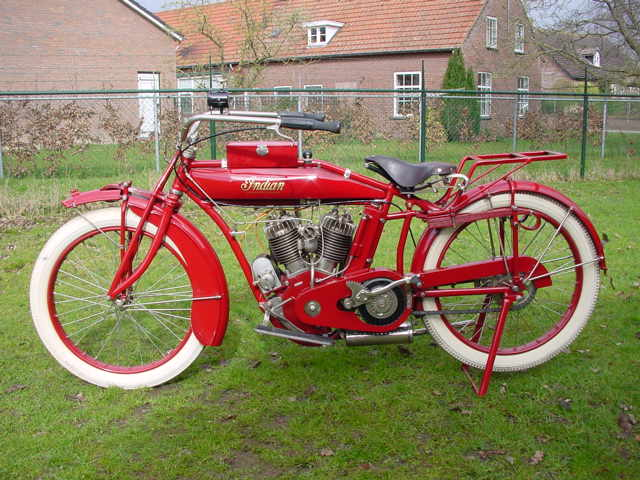
Indian Powerplus 1916.

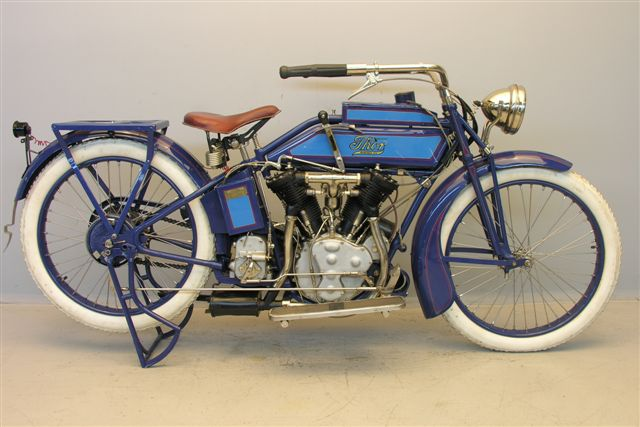
Thor 1916.

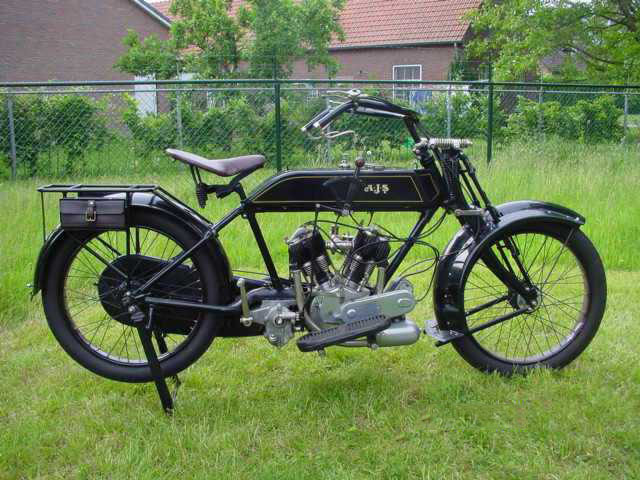
AJS Modèle D.

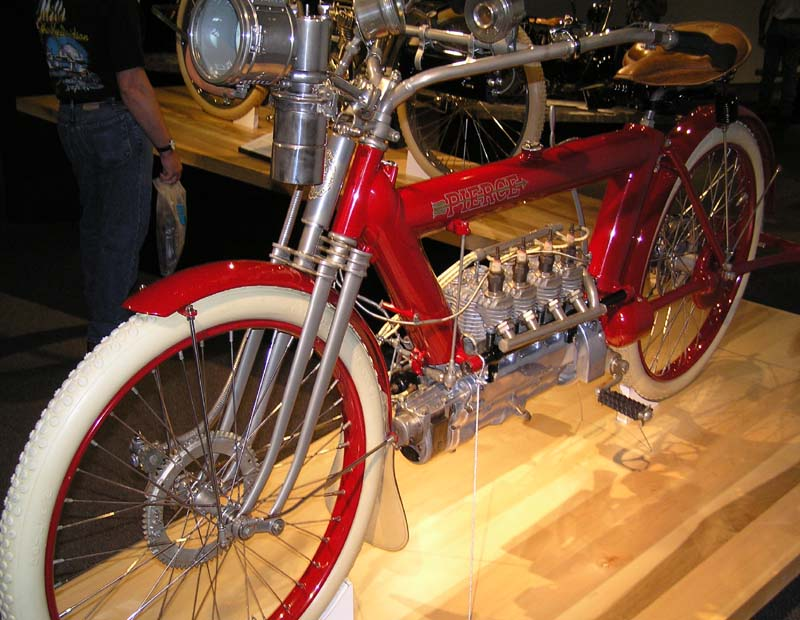
Pierce Four, vendu de 1909 à 1913 quand la société cessa toutes activités.

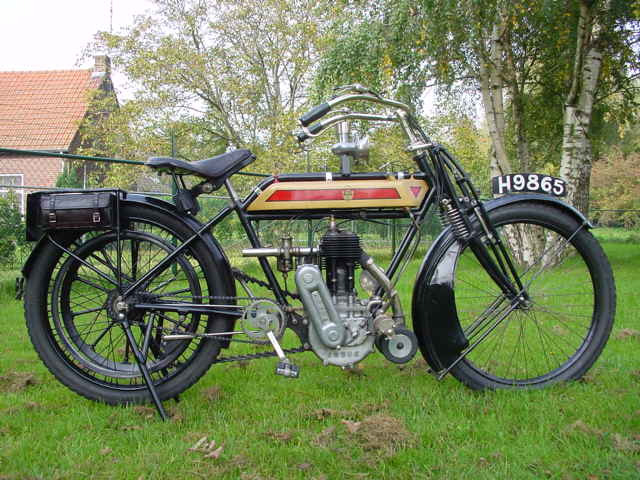
Rover 3-speed 1912.

Liste de motos des années 1910, y compris celles déjà mises en vente à l'époque, nouvelles sur le marché ou pertinentes au cours de cette période. 
Les années 1910 ont leur part de motos historiques chères vendues aux enchères, en particulier les marques Cyclone et Flying Merkel. L'un des douze modèles ayant survécu de Cyclone Board Track Racer de 1915 a coûté 852 500 $ lors d'une vente aux enchères en 2015. Un autre de ce modèle fut vendu pour 551 200 $ en 2008. Une moto de course sur piste Flying Merkel de 1911 s'est vendue pour 423 500 $ en 2015 et une autre Flying Merkel de 1911 pour 201 250 $ en 2011. Une Harley-Davidson 7D de 1911 fut adjugée pour 283 400 $ en 2014. Les 850 000 $ pour la Cyclone de Board Track est la somme la plus élevée jamais atteinte publiquement pour une vente aux enchères de motos (toutes décennies confondues).

## Modèles
- Acme
- Acme (de EMY Ready)
- AJS Model D
- ANA
- Autoped
- Bat No. 2 Light Roadster
- Blackburne
- Bi-Autogo
- Cleveland (moto)
- Cyclone (motos)
- Cyclone Board Track Racer (1915 V-Twin)
- Detroit Single (moto)
- Flying Merkel Model 471
- Flying Merkel Board Track Racer
- Flying Merkel Model 50
- Flying Merkel Model 70
- FN Four (différentes versions produites, 1905-1923)[3],[4]
- Harley-Davidson Model 7D
- Harley-Davidson Model J[5]
- Harley-Davidson Model 10F
- Harley-Davidson Model W
- Harley-Davidson 8A
- Harley-Davidson X8A (1912)[6]
- Harley-Davidson 11F
- Hazlewoods modèles 1911 à 1924[7]
- Hazlewoods avec moteur 3.5 hp JAP
- Hazlewoods Colonial
- Henderson Motorcycle
- Henderson Model A (1912)[8]
- Henderson Model B (1913)
- Henderson Model C (1914)
- Henderson Model F (1916)[9]
- Henderson Model G (1917)
- Henderson Model H (1918)
- Henderson Model Z GE generator (1919)
- Henderson Model Z 2 electric (1919)
- Henderson Four Generator
- Husqvarna Moto-Reve model 1910
- Indian Model O
- Indian Powerplus
- Indian Scout (octobre 1919 (année modèle 1920))[10]
- Iver Johnson (moto)
- Marsh Metz (moto)
- Minneapolis Model S-2 Deluxe Twin
- Militaire Four alias Militaire Model 2
- Norton 16H
- Peugeot 500 M
- Pierce Four, de 1909 à 1913
- Pierce Single
- Pope Model L
- Pope Model K
- Pope Model 8L
- Rover, modèles comprenant 248 cm3, 348 cm3 et 676 cm3 JAP V-twin[11]
- Rover TT 500CC (1913)[12]
- Rover 3 1/2 hp (1911)[13]
- Rover Imperial 500 cm3 (1916)[14]
- Royal Pioneer
- Sears Dreadnought
- Thor Model U
- Triumph Model H
- Wilkinson TMC
- Williamson Flat Twin
- Winchester 6 HP

## Fabricants et marques

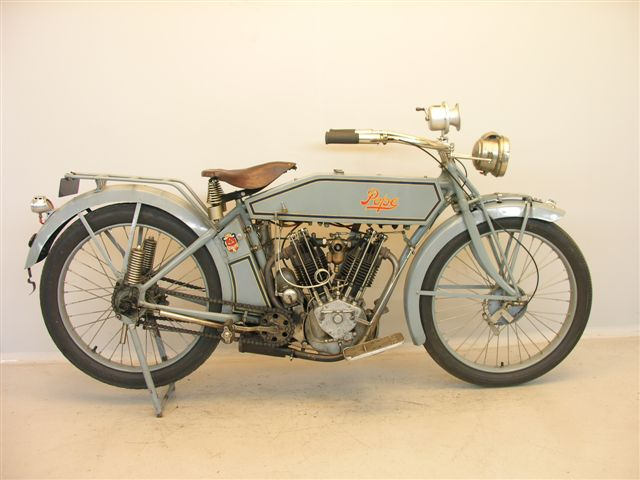
Pope Model L.

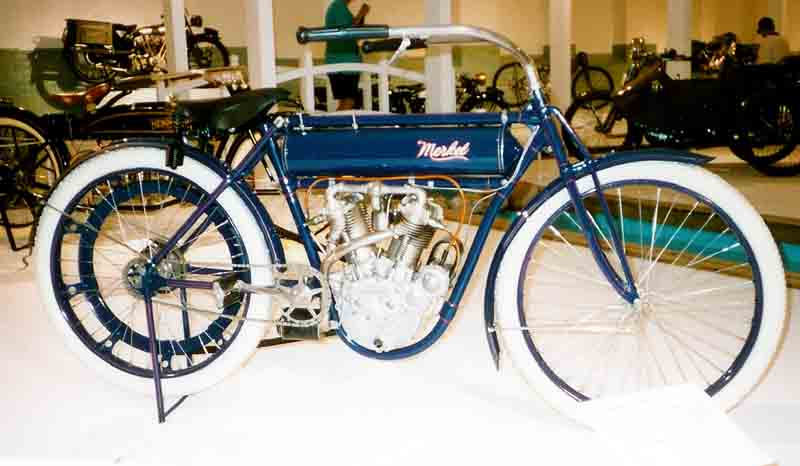
Flying Merkel V-Twin 1911.

Certaines sociétés ont un nom de marque propre à leurs motos.
- Hendee Manufacturing Company
  - Indian
- Aurora Automatic Machinery Company
  - Thor
- Joerns Motor Manufacturing Company
  - Cyclone
- Consolidated Manufacturing (of Toledo, Ohio)[15]
  - Yale
- Light Manufacturing and Foundry Company 
  - Light Merkel
- Miami Cycle and Manufacturing Company of Middletown, Ohio
  - Flying Merkel
- Pope Manufacturing Company[16],
  - Pope

## Trike
- Minneapolis Model N Tricar